# One Missed Call
One Missed Call (originele titel: Chakushin ari) is een Japanse horrorfilm uit 2003 van regisseur Takashi Miike. Hij baseerde het verhaal op een boek van Yasushi Akimoto. Het is een van de weinige producties van Miike waarin hij een mainstream publiek wil aanspreken.

## Verhaal
Yoko Okazaki (Anna Nagata) krijgt de schrik van haar leven als ze op haar voicemail een berichtje ontvangt van zichzelf, verstuurd vanaf drie dagen in de toekomst. De schok voor Yumi Nakamura (Kou Shibasaki) moet dan nog komen, wanneer Okazaki sterft op exact de dag dat het berichtje verstuurd werd. De kijker ziet vervolgens hoe de arm van het slachtoffer, van haar lichaam gescheiden door de trein die haar schepte, het bewuste berichtje nog intoetst op haar telefoon. Een tweede vriend van Nakamura gebeurt vervolgens hetzelfde, hoewel deze op een andere, vervelende, manier aan zijn einde komt.
Nakamura komt in contact met Yamashita Hiroshi (Shin'ichi Tsutsumi), wiens zus eveneens overleed kort na een dergelijk bericht op haar telefoon. Wanneer ze het mysterie samen beginnen uit te zoeken, wordt duidelijk dat ze op moeten schieten, aangezien de eerste twee slachtoffers niet de laatsten blijken. Het spoor leidt naar een ziekenhuis, waar twee zusjes vaak met onverklaarde aandoeningen terechtkwamen. De verdenking voor de opnames valt terecht op hun moeder. Deze blijkt na haar dood niet gestopt te zijn met haar wrede praktijken.

## Vervolgen
- One Missed Call 2 (Chakushin ari 2, 2005)
- One Missed Call Final (Chakushin ari final, 2006)

Regisseur Eric Valette maakte in 2008 een Amerikaanse remake van het origineel:
- One Missed Call

## Trivia
- Het geluidje dat in de film aangeeft dat er een terminaal voicemailberichtje binnenkomt, kwam te koop als beltoon.
- Bij de aantiteling is een andere beltoon de horen. Het deuntje hiervan komt uit Gozu, een andere film van regisseur Miike.